# Plus One
Plus One est un groupe américain de pop chrétienne créé en 1999. Le groupe était composé de Nate Cole, Gabe Combs, Nathan Walters, Jeremy Mhire et Jason Perry. Ils connurent leur plus grand succès avec la sortie de leur premier album, The Promise en (2002). Après leur tournée Exodus ’04, ils se séparèrent en 2004. Ils ont fait un bref retour en 2014.

## Histoire

### Formation et premières années: 1999–2000
Le groupe a été fondé en 1999 par le manager Mitchell Solarek. Cole et Combs firent connaissance dans des milieux musicaux communs qui se développaient dans le Nord de la Californie et Nathan entendit parler pour la première fois du nouveau groupe grâce à Nate. La finalisation du groupe se fit avec l’arrivée de Jason Perry, qui, jusque-là, avait mis l’accent sur son rôle d’arrière et d’ailier défensif pour l’équipe de football américain de son lycée.
L’idée de former un groupe chrétien émana d’un cadre d’Atlantic Records, en raison du succès de quelques groupes laïcs comme 'N Sync et les Backstreet Boys. Des auditions eurent lieu et ces cinq jeunes hommes, qui fréquentaient des églises des Assemblées de Dieu, dont trois d’entre eux était fils de pasteur, se rassemblèrent et fondèrent le groupe.

### The Promiseet succès: 2000-2001

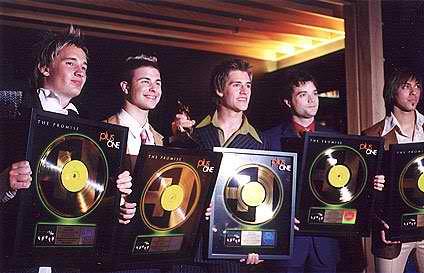
Plus One récompensé par un disque d'or.

Leur premier album, The Promise, est sorti en mai 2000 et connut un succès sur la scène de la pop chrétienne. Il fut disque d’or avec plus de 500 000 albums vendus. David Foster, producteur plusieurs fois gagnant aux Grammy Awards, fut l’un des producteurs des albums de Plus One. Deux titres furent no 1 sur les radios chrétiennes : Written On My Heart, qui fut no 1 dans les charts durant 2 mois, et God Is In This Place, suivi de Last Flight Out, Here In My Heart, et deux autres 45 tours Run to you et Soul Tatoo.
Ils ont participé à des tournées avec quelques artistes chrétiens comme Jaci Velasquez, Rachael Lampa et Stacie Orrico. En 2000, ils apparurent dans un épisode du célèbre feuilleton Des jours et des vies. Ils se produisirent avec Monica Denise Arnold dans l’émission spéciale Christmas Eve sur ABC, Twas the Night Before Christmas.
Par ailleurs, Plus One fit partie des nouveaux artistes 2000 dans l’émission spéciale de la chaine TNN Class of 2000. Ils jouèrent à la Convention Démocratique de 2004 et lors de plusieurs évènements sportifs de 1re division comprenant des matchs des Los Angeles Lakers, Chicago Bulls et Atlanta Hawks.
L’année suivante, en 2001, ils firent une apparition dans la série télévisée Les Anges du bonheur. Ils interprètent une bande de délinquants juvéniles qui forment un groupe alors qu’ils sont dans une sorte de maison de redressement. Dans la bande son de cet épisode, on peut entendre l’une de leur chanson The Promise.
Ils enregistrèrent le morceau I need a Miracle  pour la bande son du film chrétien Left Behind : The movie réalisé en 2000, basé sur le livre Les Survivants de l'Apocalypse.
La même année, With All Your Heart  fut aussi incluse dans la bande son du film de la Warner Bros, : Pokémon 2 : Le pouvoir est en toi.
En 2001, ils firent également une apparition dans l'album de Natalie Grant Stronger avec le titre Whenever You Need Somebody.
Ils reprirent aussi la chanson patriotique américaine America the Beautiful et ils se produisirent au Festival de l’évangéliste Luis Palau en 2001.

### ObviousetChristmas: 2001-2002

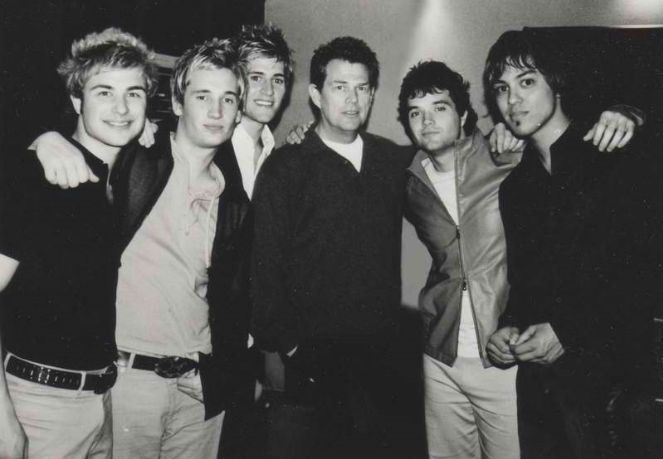
Plus One (de la gauche vers la droite : Cole, Combs, Perry, Walters & Mhire) avec David Foster en 2001

Plus One réalisa la tournée Obvious en 2002. Après leur tournée Promise, Plus One retourna en studio. De nouveau aidé par des producteurs du monde musical, notamment Peter Zizzo, Peter Kipley et Matthew Gerrard, le groupe enregistra les chansons de leur nouvel album. Cette fois, celui-ci comprenait quelques-unes de leur propres compositions avec des titres comme Use Me, une ballade nommée You, Under The Influence, Kick Me  et Going Crazy.
L’album Obvious sortit en février 2002. Il fut présent au hit-parade des charts chrétiens. Trois des titres de l’album devinrent des 45-tours à succès occupant le top-10 des charts des radios chrétiennes : tout d'abord Camouflage, suivit simultanément par I Don't Care et Let Me Be The One.
À l’automne 2002, lors de leur tournée Obvious, Plus One sorti Christmas, une collection de musique de Noël. En plus de leur propre interprétation de Silent Night, O Little Town of Bethlehem, What Childs Is This, O Holy Night, It’s The Most Wonderful Time Of The Year et d’autres standards, l’album contient quelques compositions originales comprenant le titre d’ouverture This Is Christmas ainsi qu’une charmante et joyeuse chanson intitulée Our Christmas Prayer et A Prayer For Every Year qui est sortie dans l’album WOW Christmas: Red.

### Départ de Perry et Mhire;Exodus: 2002-2003
En 2002, après avoir terminé la tournée Obvious, Jason Perry a quitté le groupe en 2002, suivi de Jeremy Mhire.

### Pause et séparation: 2004
En 2004, après avoir terminé la tournée Exodus, le groupe s’est séparé. Nate Cole et Gabe Combs ont ensuite formé le groupe de rock Castledoor.

### Réunion: 2014
Le 14 avril 2014, le groupe a fait un bref retour avec trois membres: Nathan Walters, Gabe Combs et Jason Perry, qui avaient précédemment quitté le groupe en 2002. Ils ont également annoncé la sortie de leur dernier single, "My All".

## Récompenses
En 2001, le groupe a reçu un Dove Award dans la catégorie Nouvel artiste de l’année.

## Membres
- Nate Cole (1999-2004) - chant
- Jason Perry (1999-2002, 2014) - chant
- Nathan Walters (1999-2004, 2014) - chant, claviers
- Jeremy Mhire (1999-2002) - chant
- Gabe Combs (1999-2004, 2014) - voix, guitares

## Discographie
Hillsong Worship a sorti 4 albums.
1. The Promise (2000)
2. Obvious (2002)
3. Christmas (2002)
4. Exodus (2003)

## Vidéographie
1. Plus One: The Home Video (2001)
2. Plus One: Making of the Album (2002)

## Dans les médias
En 2003, la série South Park fait référence à Plus One dans l'épisode Rock chrétien, où les personnages fondent leur propre groupe, Faith + 1 (prononcer « Faith plus one »).